# Décès en juillet 1960
Décès
- 1956
- 1957
- 1958
- 1959
- 1960
- 1961
- 1962
- 1963
- 1964

Pour une information complémentaire, voir la page d'aide.

| Date       | Nom             | Pays                 | Activités                    | Âge | Source |
| ---------- | --------------- | -------------------- | ---------------------------- | --- | ------ |
| 9 juillet  | Guillermo Pardo | `                    | Footballeur péruvien.        | 50  |        |
| 10 juillet | Charles Forget  | Drapeau de la France | Peintre et graveur français. | 74  |        |